# Руська Долина
Ру́ська Доли́на — село у Вилоцькій селищній громаді Берегівського району Закарпатської області України. Населення становить 442 особи (станом на 2001 рік).

## Назва
Щодо назви, то жителі її дали тому, що після проживання в горах, рівнинну місцевість, на яку вони потрапили, назвали Долиною. А щоб виокремити себе від навколишніх, в основному угорськомовних, жителів, підкреслили, що це Долина непроста, а Руська.

## Географія
| Клімат Руської Долини   | Клімат Руської Долини | Клімат Руської Долини | Клімат Руської Долини | Клімат Руської Долини | Клімат Руської Долини | Клімат Руської Долини | Клімат Руської Долини | Клімат Руської Долини | Клімат Руської Долини | Клімат Руської Долини | Клімат Руської Долини | Клімат Руської Долини | Клімат Руської Долини |
| Показник                | Січ.                  | Лют.                  | Бер.                  | Квіт.                 | Трав.                 | Черв.                 | Лип.                  | Серп.                 | Вер.                  | Жовт.                 | Лист.                 | Груд.                 | Рік                   |
| Середній максимум, °C   | 0,9                   | 3,4                   | 9,4                   | 16,0                  | 21,3                  | 24,1                  | 25,9                  | 25,5                  | 21,4                  | 15,6                  | 8,2                   | 3,0                   | 14,6                  |
| Середня температура, °C | −2,5                  | −0,2                  | 4,7                   | 10,5                  | 15,5                  | 18,4                  | 20,0                  | 19,6                  | 15,7                  | 10,3                  | 4,8                   | 0,2                   | 9,8                   |
| Середній мінімум, °C    | −5,8                  | −3,7                  | 0,1                   | 5,1                   | 9,7                   | 12,8                  | 14,2                  | 13,7                  | 10,1                  | 5,1                   | 1,4                   | −2,5                  | 5,0                   |
| Норма опадів, мм        | 44                    | 37                    | 39                    | 47                    | 70                    | 88                    | 75                    | 69                    | 46                    | 43                    | 51                    | 57                    | 666                   |
| ----------------------- | --------------------- | --------------------- | --------------------- | --------------------- | --------------------- | --------------------- | --------------------- | --------------------- | --------------------- | --------------------- | --------------------- | --------------------- | --------------------- |
| Джерело:                |                       |                       |                       |                       |                       |                       |                       |                       |                       |                       |                       |                       |                       |

## Історія
В урочищі Осонь Ерде в 1951 і 1952 роках знайдено дві шліфовані кам’яні сокири.
Село було засноване в другій половині 1920-х років вихідцями з Міжгірщини під час проведення аграрної реформи чехословацьким урядом, першим поселенцем був Липей Михайло з Волового (Міжгір’я). Потім до них приєдналася родина Магаритів, згодом ще 12 сімей. Це було дружнє поселення, хоч і складалося з переселенців не тільки з Міжгір’я, а і з Синевира, Репинного, Майдану й інших верховинських сіл. Незважаючи на недовге існування, перетерпіло досить багато змін в адміністративно-територіальному поділі. Так, згідно перепису населення в 1930 році, Руська Долина була хутором Фанчикова.
А після першого Віденського арбітражу селу дуже не поталанило. З 10 листопада 1938 року його поділили на дві нерівні частини. Кордон проходив біля колишньої дерев’яної церкви. Менша частина, ближча до Виноградова, відійшла Карпатській Україні, а більша – Угорщині. Так тривало чотири з половиної місяці. Потім вся Карпатська Україна була окупована Угорщиною.
В радянські часи Руська Долина була підпорядкована Новосільській сільській раді. Рішенням облвиконкому від 30 липня 1962 року село перепідпорядкували Підвиноградівській сільській раді, а з 1994 року – новоутвореній Матіївській сільській раді.

## Населення
Станом на 1989 рік у селі проживало 378 осіб, серед них — 176 чоловіків і 202 жінки.
За даними перепису населення 2001 року в селі проживали 442 особи. Рідною мовою назвали:
| Мова       | Кількість осіб | Відсоток |
| ---------- | -------------- | -------- |
| українська | 390            | 88,24 %  |
| угорська   | 48             | 10,86 %  |
| російська  | 3              | 0,68 %   |
| молдовська | 1              | 0,23 %   |

## Релігія
Стародавня дерев’яна двозрубна тридільна церква була збудована з дубових брусів у XV ст. в Новому Селі, звідки в 1928 р. була перенесена в Руську Долину, де її встановили на високому бетонному цоколі.
Є ще одна малоймовірна версія, за якою церкву збудували в XIV ст. на Буковині, а звідти перевезли на Міжгірщину в Закарпатті. У XIX ст. церкву перенесли в Нове Село. Після спорудження в Новому Селі мурованої церкви дерев’яну передали в Руську Долину, що була заснована виходцями з Верховини в кінці 1920-х років і налічувала тоді 12 сімей. Тоді ж вежу і дахи вкрили бляхою, розширили вікна і прохід із бабинця до нави.
Від найдавнішого часу походили обидва зруби церкви, яка була тоді, на думку реставраторів, хатнього типу без вежі. Кути брусів з’єднано простим замком з прямим шипом.
У 1750 р. стіни вівтаря надбудували на три вінці, а стіни нави – на один вінець, вівтарну частину і наву перекрили коробовими склепіннями. Тоді ж прибудували відкриту галерею.
На східній стіні вівтарного зрубу зберігалося первісне хрестоподібне віконце. Невисока, квадратна в плані башта з кулеподібним бляшаним завершенням була споруджена, за версією реставраторів, аж у другій половині XIX ст.
Дерев’яний розмальований вівтар з образом Ісуса Христа та іконостас із 12 ікон датувався XVIII ст. Іконостас поставили, можливо, в 1719 р.
Унікальна архаїчна пам’ятка згоріла надвечір 2 травня 1999 р. Пожежна охорона прибула на місце через годину. Причиною нещастя вважають коротке замикання.
Щоб закінчити розгляд крайниківської групи пам’яток, згадаємо іконостас церкви Руської Долини, стилем дуже близький до храму Середнього Водяного.
Іконостас в Руській Долині, зроблений у 1750 р., як свідчить напис, – один з найменших на Закарпатті, але водночас, може, монументальніший з усіх. Цього майстер добився лаконічними членуваннями, а також виразною наскрізною орнаментальною різьбою, з енергійно нарисованими елементами дуже великих форм. До присадкуватих кремезних апостолів пасують широкі, кряжисті арки та низенькі колонки, оплетені орнаментами виноградної лози. Манера письма скоріше фрескова, ніж іконна. Тут використано лише кілька фарб – вохру, білила, червону, синю та сажу, але це зроблено з великим декоративним чуттям. Складки одежі художник різко окреслює пензлем, мов риє канелюри на колонах; у такій же манері він обрисовує чорною лінією обличчя своїх великоголових персонажів.

## Туристичні місця
- В урочищі Осонь Ерде знайдено дві шліфовані кам’яні сокири.
- У селі розташована дерев'яна Стрітенська церква — пам'ятка архітектури національного значення Закарпатської області, XV ст., 1750.
- Іконостас в Руській Долині, зроблений у 1750 р., як свідчить напис, – один з найменших на Закарпатті, але водночас, може, монументальніший з усіх. Цього майстер добився лаконічними членуваннями, а також виразною наскрізною орнаментальною різьбою, з енергійно нарисованими елементами дуже великих форм.